# Dondon (kommun)
Dondon är en kommun i Haiti.   Den ligger i departementet Nord, i den norra delen av landet, 110 km norr om huvudstaden Port-au-Prince.